# Lucas Souza
Lucas Vieira de Souza (ur. 4 lipca 1990 w Santo André) – brazylijski piłkarz występujący na pozycji pomocnika. Od lipca 2017 jest zawodnikiem cypryjskiego zespołu APOEL FC.

## Statystyki
aktualne na dzień 29 grudnia 2017
| Klub                 | Sezon     | Liga                      | Liga    | Liga | Puchar krajowy | Puchar krajowy | Rozgrywki międzynarodowe | Rozgrywki międzynarodowe | Łącznie | Łącznie |
| Klub                 | Sezon     | Liga                      | Występy | Gole | Występy        | Gole           | Występy                  | Gole                     | Występy | Gole    |
| -------------------- | --------- | ------------------------- | ------- | ---- | -------------- | -------------- | ------------------------ | ------------------------ | ------- | ------- |
| Paraná Clube         | 2012      | Série B                   | 10      | 0    | 0              | 0              | —                        | —                        | 10      | 0       |
| SC Olhanense         | 2012–2013 | Liga NOS                  | 11      | 2    | —              | —              | —                        | —                        | 11      | 2       |
| SC Olhanense         | 2013–2014 | Liga NOS                  | 18      | 1    | 2              | 0              | —                        | —                        | 20      | 1       |
| Parma FC             | 2014–15   | Serie A                   | 3       | 0    | 1              | 0              | —                        | —                        | 4       | 0       |
| Moreirense FC (wyp.) | 2014–15   | Liga NOS                  | 6       | 0    | —              | —              | —                        | —                        | 6       | 0       |
| CD Tondela           | 2015–16   | Liga NOS                  | 26      | 2    | 1              | 0              | —                        | —                        | 27      | 2       |
| AEL Limassol         | 2016–17   | Protathlima A’ Kategorias | 18      | 4    | —              | —              | —                        | —                        | 18      | 4       |
| APOEL FC             | 2017–18   | Protathlima A’ Kategorias | 10      | 0    | —              | —              | —                        | —                        | 10      | 0       |
| Łącznie              | Łącznie   | Łącznie                   | 102     | 9    | 4              | 0              | 0                        | 0                        | 106     | 9       |